# Pelmá
Pelmá ist ein Ort und eine Gemeinde in Mittel-Portugal.

## Geschichte
Römer siedelten hier, wie der 1751 gemachte Fund römischer Münzen aus dem 1. Jahrhundert n. Chr. belegt.
Pelmá gehörte den Grafen von Atouguia und wurde im 18. Jahrhundert eine eigenständige Gemeinde.

## Verwaltung
Pelmá ist Sitz einer gleichnamigen Gemeinde (Freguesia) im Kreis (Concelho) von Alvaiázere, im Distrikt Leiria. Auf einer Fläche von 30 km² leben hier 637 Einwohner (Stand 19. April 2021).
Folgende Ortschaften liegen im Gemeindegebiet:
| - Aldeia da Serra - Aldeia do Bofinho - Ameixeira - Avanteira - Banhosa - Barreiros - Barroca Tôco | - Besteiro - Botelha - Casais do Vento - Casal das Hortas - Casal do Rei - Casalinhos - Cheira | - Hortas - Lameirão - Lumiar - Marques - Matos - Melrinho - Metoldos | - Pelmá - Pexins - Ponte Valadas - Rocha - Sobralchão - Várzea Avanteira - Venda do Preto |

| Bevölkerungsentwicklung in der Gemeinde Pelmá (1864–2011) | Bevölkerungsentwicklung in der Gemeinde Pelmá (1864–2011) | Bevölkerungsentwicklung in der Gemeinde Pelmá (1864–2011) | Bevölkerungsentwicklung in der Gemeinde Pelmá (1864–2011) | Bevölkerungsentwicklung in der Gemeinde Pelmá (1864–2011) | Bevölkerungsentwicklung in der Gemeinde Pelmá (1864–2011) | Bevölkerungsentwicklung in der Gemeinde Pelmá (1864–2011) | Bevölkerungsentwicklung in der Gemeinde Pelmá (1864–2011) | Bevölkerungsentwicklung in der Gemeinde Pelmá (1864–2011) | Bevölkerungsentwicklung in der Gemeinde Pelmá (1864–2011) | Bevölkerungsentwicklung in der Gemeinde Pelmá (1864–2011) | Bevölkerungsentwicklung in der Gemeinde Pelmá (1864–2011) | Bevölkerungsentwicklung in der Gemeinde Pelmá (1864–2011) | Bevölkerungsentwicklung in der Gemeinde Pelmá (1864–2011) | Bevölkerungsentwicklung in der Gemeinde Pelmá (1864–2011) |
| --------------------------------------------------------- | --------------------------------------------------------- | --------------------------------------------------------- | --------------------------------------------------------- | --------------------------------------------------------- | --------------------------------------------------------- | --------------------------------------------------------- | --------------------------------------------------------- | --------------------------------------------------------- | --------------------------------------------------------- | --------------------------------------------------------- | --------------------------------------------------------- | --------------------------------------------------------- | --------------------------------------------------------- | --------------------------------------------------------- |
| 1864                                                      | 1878                                                      | 1890                                                      | 1900                                                      | 1911                                                      | 1920                                                      | 1930                                                      | 1940                                                      | 1950                                                      | 1960                                                      | 1970                                                      | 1981                                                      | 1991                                                      | 2001                                                      | 2011                                                      |
| 1139                                                      | 1269                                                      | 1392                                                      | 1560                                                      | 1756                                                      | 1795                                                      | 1949                                                      | 2243                                                      | 2360                                                      | 2376                                                      | 1997                                                      | 1562                                                      | 1186                                                      | 986                                                       | 736                                                       |